# Celosia argentea
Espèce

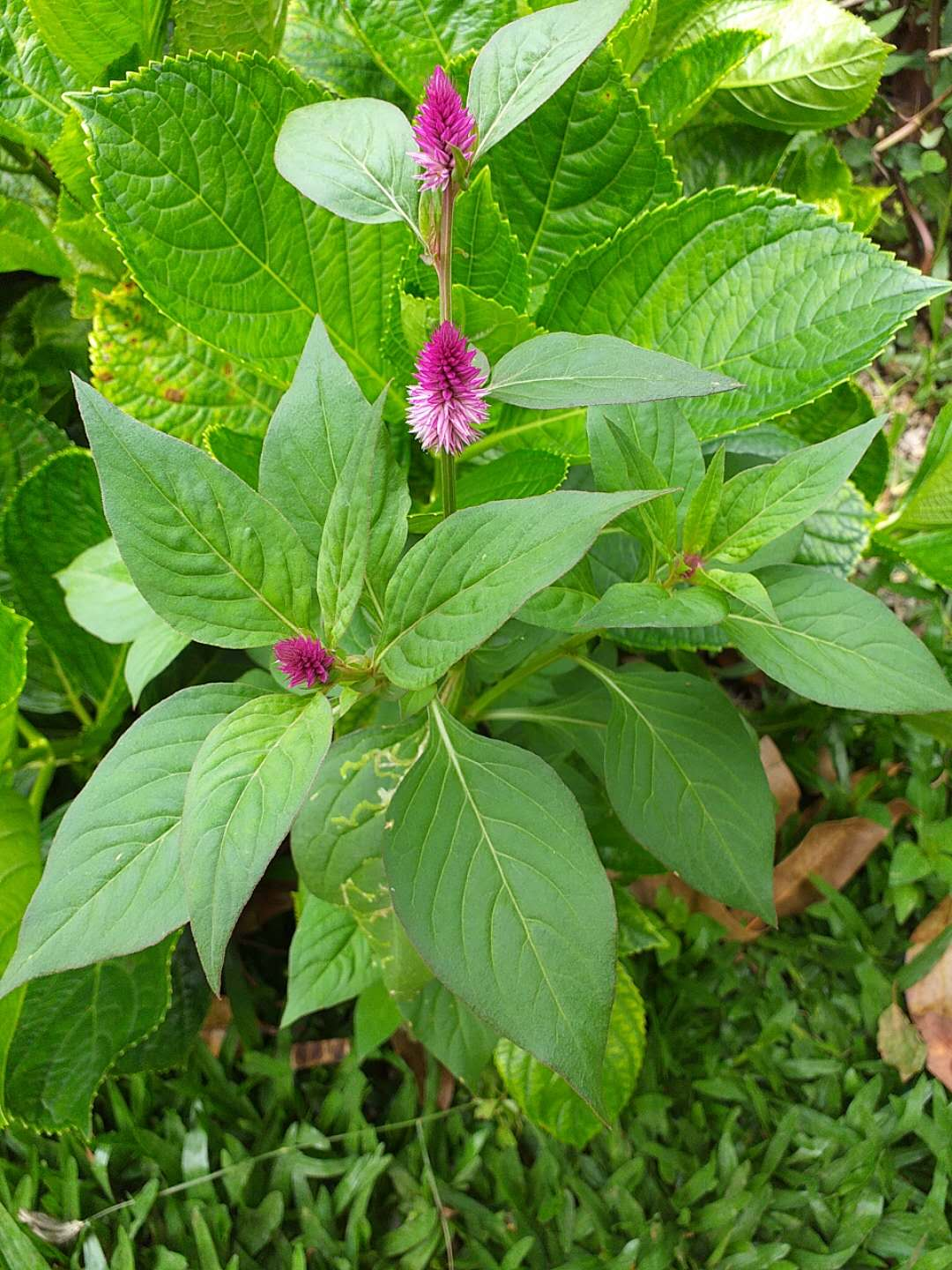
Fleur et feuille.

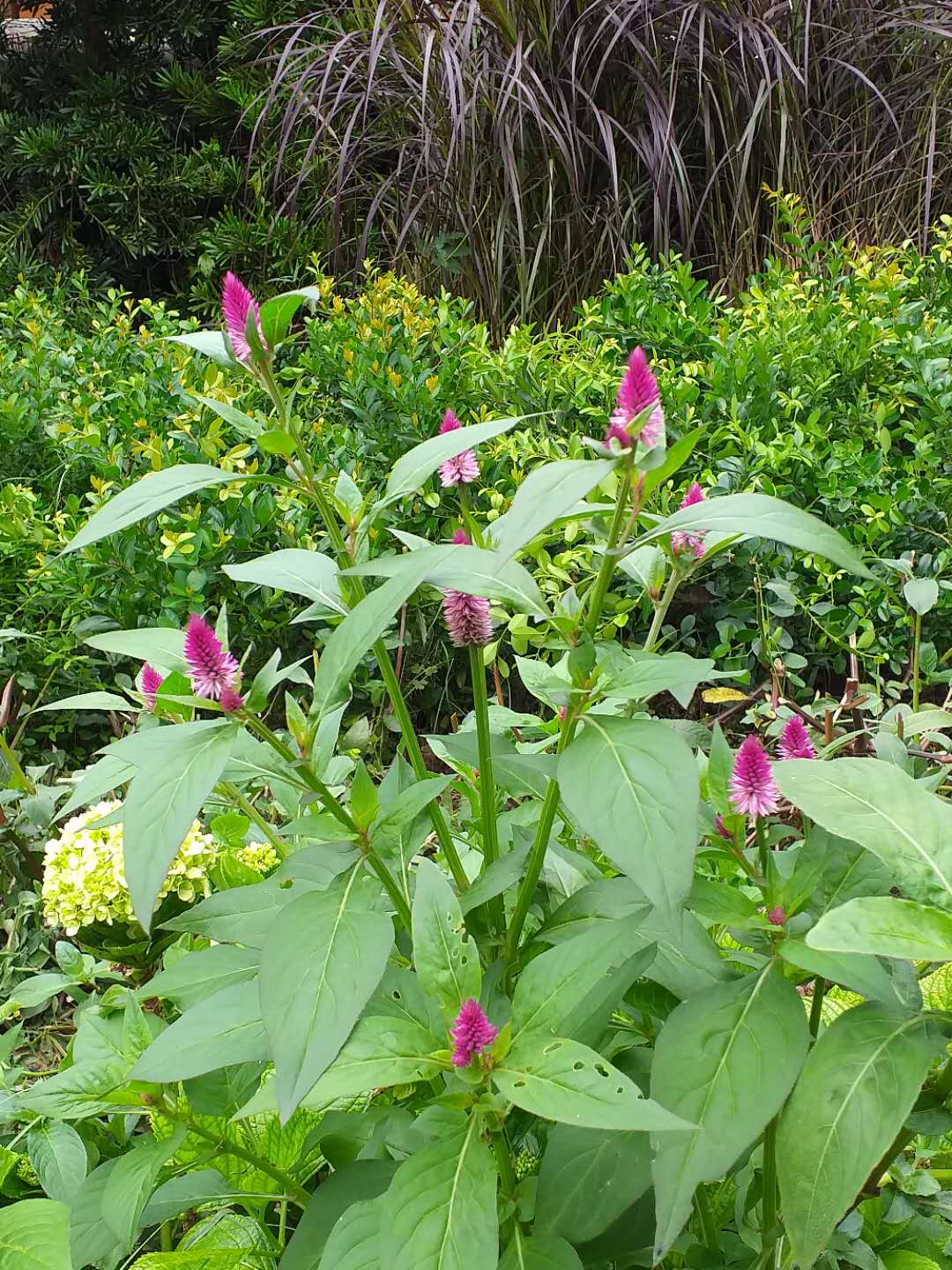
Plante ornementale.

Celosia argentea, ou célosie argentée, est une espèce de plantes d'origine tropicale de la famille des Amaranthaceae. De nombreux cultivars de la série cristata, très différents du type de l'espèce, connus sous le nom d'« amarantes crête de coq », sont cultivés comme plantes ornementales pour leurs fleurs très colorées.

## Description botanique
C'est une plante herbacée, dont la tige ramifiée est de section cylindrique. Les feuilles, entières, sont disposées sur la tige en spirale. Les fleurs, très petites, sont roses, rouges ou blanches, et réunies en grands épis ou en grands panicules. Les graines sont noires. Elle mesure 70 cm et fleurit de juillet à septembre.

## Distribution
Cette espèce est naturalisée dans toutes les régions tropicales du globe. Elle est vraisemblablement originaire d'Afrique tropicale étant donné la grande diversité constatée dans cette région.

## Taxons inférieurs
- Celosia argentea var. argentea
- Celosia argentea var. cristata
- Celosia argentea var. plumosa

## Utilisation

### Plante alimentaire
Plante alimentaire traditionnelle en Afrique, ce légume peu connu est une ressource potentielle pour améliorer la nutrition, renforcer la sécurité alimentaire, promouvoir le développement rural et soutenir l'aménagement durable du territoire
Les feuilles et les fleurs de cette plante sont comestibles et elle est cultivée à cet effet en Afrique et en Asie du Sud-Est.
Celosia argentea var. argentea, ou « épinard de Lagos » est l'un des principaux légumes-feuilles à cuire en Afrique occidentale, du  Sénégal au Cameroun, et plus spécialement au  Nigeria. Elle y est connue sous le nom de soko yòkòtò en yoruba ou farar áláyyafó en haoussa,. En Côte d’Ivoire, on nomme ces feuilles sôkô, ou sôrkô, et on les consomme généralement mélangées avec des épinards et des feuilles de patates douces, en « sauce-feuilles ».

### Plante ornementale
Celosia argentea var. cristata regroupe de nombreux cultivars, connus sous le nom de « crête de coq », ou « amarante crête de coq », ou « passe velours », cultivés dans le monde entier pour leurs fleurs très colorées, groupées en panicules ou épis composés.